# Habemus papam

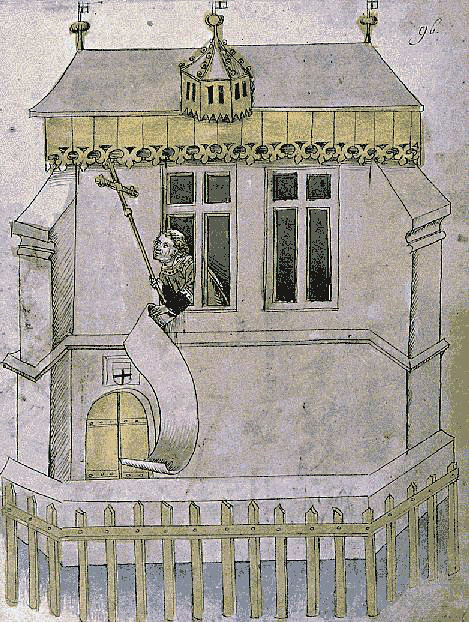
Habemus papam la Conciliul de la Constanța (5 noiembrie 1414 - 22 aprilie 1418).

Habemus papam este o locuțiune latină seculară care semnifică „Avem un papă”. Ea este pronunțată de către cardinalul protodiacon la ieșirea dintr-un conclav, de la balconul central al Bazilicii Sfântul Petru de la Vatican, pentru a anunța orașului și lumii întregi (în latină urbi et orbi) identitatea noului ales precum și numele pe care acesta și l-a asumat.

## Formula în întregime
| Formula în latină | Traducerea în română |
| --- | --- |
| Annuntio vobis gaudium magnum: habemus papam. Eminentissimum ac reverendissimum dominum, dominum [prenumele celui ales], Sanctae Romanae Ecclesiae cardinalem [numele de familie a celui ales], qui sibi nomen imposuit [numele sub care va domni cel ales] | Vă anunț o mare bucurie: avem un papă. Foarte eminentul și foarte cuviosul domn, domnul [prenumele celui ales], cardinal al sfintei Biserici Romane [numele de familie al celui ales], care și-a luat numele de [numele sub care va domni cel ales]. |

Textul este inspirat parțial de Evanghelia după Luca (2: 10-11), care conține cuvintele îngerului care anunță păstorilor nașterea lui Mesia: „Nu vă fie teamă, căci iată, vă aduc o veste bună, de mare bucurie pentru întregul popor: În orașul lui David vi s-a născut astăzi un Mântuitor; el este Hristos Domnul”.
Trebuie remarcat faptul că în Vulgata, traducerea în latină a Bibliei, realizată de Sfântul Ieronim (aproximativ în anul 382), cuvintele folosite sunt „evangelizo vobis gaudium magnum,” în timp ce cuvântul „annuntio” a fost folosit în traducerile anterioare.

## Variante
Pentru alegerile din secolul al XIX-lea, cel puțin până la Grigore al XVI-lea, formularea este „magnum gaudium” (conform, de exemplu, lui Stendhal).
Prenumele de botez al(e) celui ales sunt anunțate în limba latină, declinate la acuzativ (de exemplu: Albinum pentru Albino; Carolum pentru Karol; Iosephum pentru Joseph; Georgium Marium pentru Jorge Mario) întrucât ele sunt apoziții ale substantivului papam, complement de obiect direct al verbului habemus. Numele de familie este anunțat în forma din limba de origine, nedeclinabil (Luciani; Wojtyła; Ratzinger; Bergoglio).
Numele noului papă este uneori la acuzativ, iar alteori la genitiv. În primul caz este considerat ca apoziție a complementului direct nomen, la acuzativ, în al doilea caz este considerat drept atribut al substantivului nomen. Ambele construcții au un sens perfect echivalent.
Numeralul care urmează după substantiv este uneori enunțat, alteori este omis.
Ascultând înregistrările cu habemus papam după 1939, se constată că numele au fost enunțate, după cum urmează:
- Pium (acuzativ fără numeral) pentru Pius al XII-lea;
- Ioannis vicesimi tertii (genitiv) pentru Ioan al XXIII-lea;
- Paulum sextum (acuzativ) pentru Paul al VI-lea;
- Ioannis Pauli primi (genitiv) pentru Ioan Paul I;
- Ioannis Pauli (genitiv fără numeral) pentru Ioan Paul al II-lea;
- Benedicti decimi sexti[5] (genitiv) pentru Benedict al XVI-lea;
- Franciscum (acuzativ fără numeral) pentru Francisc;
- Leonem decimum quartum (acuzativ) pentru Leon al XIV-lea.

### Anunțul din 2005
Habemus papam pronunțat de cardinalul chilian Jorge Medina Estévez, la 19 aprilie 2005, în urma alegerii papei Benedict al XVI-lea a fost foarte solemn. Anunțul a fost precedat de o formulă de salut în cinci limbi: Fratelli e sorelle carissimi (italiană); Queridísimos hermanos y hermanas (spaniolă); Bien chers frères et sœurs (franceză); Liebe Brüder und Schwestern (germană); Dear brothers and sisters (engleză). Apoi protodiaconul a făcut să dureze un suspans, marcând pauze lungi între două propoziții, și o pauză scurtă înainte de anunțul prenumelui, apoi al numelui celui ales. Durata totală a luării cuvântului cardinalului a fost de 2 minute și 22 de secunde.

### Anunțul din 2013
Habemus papam din 13 martie 2013, în urma alegerii papei Francisc, a fost mult mai scurt. Anunțul a fost cel clasic, însă fără salutările în mai multe limbi. Cardinalul protodiacon francez Jean-Louis Tauran nu a marcat decât pauze scurte între propoziții și niciuna înainte de enunțul prenumelor și al numelui celui ales. Luarea sa de cuvânt nu a durat în total decât 32 de secunde.

### Anunțul din 2025
Habemus papam din 2025 a fost rostit de cardinalul Dominique Mamberti pe 8 mai, noul Pontif fiind ales în persoana cardinalului Robert Francis Prevost, care a luat numele de Leon XIV. 